# Язбердиев, Алмаз Бердиевич
Алмаз Бердиевич Язбердиев (8 января 1939, Ашхабад, Туркменская ССР, СССР) — советский и туркменский библиотековед, доктор исторических наук, профессор.

## Биография
Родился 8 января 1939 года в Ашхабаде. В 1957 году поступил на библиотечное отделение Ашхабадского культурно-просветительского техникума, который он окончил в 1959 году. В 1960 году поступил в МГБИ (МГИК), который он окончил в 1964 году. В 1964 году был принят на работу в Центральную научную библиотеку (ЦНБ) АН Туркменской ССР, где он работал главным библиографом, а также заведовал научно-библиографическим отделом и занимал должность заместителя директора по научной работе. В 1958 году в библиотеке произошёл пожар и в результате этого сгорели все каталоги и картотеки, благодаря ему все каталоги и картотеки были восстановлены. В 1968 году поступил на аспирантуру МГИКа, которую он окончил в 1971 году. В 1973 году был избран директором ЦНБ.

## Научные работы
Основные научные работы посвящены библиографическим и историко-книговедческим проблемам. Автор свыше 230 научных работ, в том числе:
- А.Язбердиев «Письменные системы и библиотеки Туркменистана в древнейших времен до XIII века». Издательство АНОО ВПО «Одинцовский гуманитарный институт», Москва. 2010 г.
- А.Язбердиев. Гургендж - средневековый научный и культурный центр Востока. - Ашхабад, Туркменская государственная издательская служба, 2018 г.